# Pronotroteri
Els pronotroteris (Pronothrotherium) són un gènere extint de mamífers pilosos de la família dels notrotèrids que visqué a Sud-amèrica durant el Pliocè inferior, fa entre 3,8 i 5,3 milions d'anys. Se n'han trobat restes fòssils a l'Argentina i l'Uruguai. El seu crani, llarg i esvelt, fa pensar que es nodrien d'un ampli ventall de plantes. Tenien les dents caniniformes situades a mig camí entre les molariformes i la part anterior de la mandíbula. Caminaven en una postura pedolateral, és a dir, recolzant el pes del cos sobre les vores exteriors de les potes del darrere, en comptes de les plantes. El nom genèric Pronothrotherium  significa ‘abans del notroteri’.